# 大峯顕
大峯 顕（おおみね あきら、1929年7月1日 - 2018年1月30日）は、日本の哲学者、浄土真宗僧侶、俳人。学位は、文学博士（京都大学・論文博士・1976年）。大阪大学名誉教授、元龍谷大学教授。専立寺前住職。学者としての専攻は宗教哲学。中期フィヒテ研究・西田幾多郎研究で知られる。俳号は大峯 あきら。

## 経歴
奈良県吉野郡大淀町出身。旧制奈良県立畝傍中学校を経て、1953年、京都大学文学部宗教学科卒業、1959年、京都大学大学院文学研究科博士課程修了。
1959年、京都大学文学部助手。1966年、大阪外国語大学助教授。1971年より1972年まで、文部省在外研究員としてハイデルベルク大学留学。1973年、大阪外国語大学教授。1976年、「フィヒテの宗教哲学」で、京都大学より文学博士の学位を取得。1980年、大阪大学教養部教授。1992年定年退官、大阪大学名誉教授、龍谷大学教授。浄土真宗教学研究所長。
俳句は、1950年に「ホトトギス」に投句し高浜虚子に師事。1953年、波多野爽波の「青」創刊に参加、1963年同人。1984年、「青」同人を辞し、宇佐美魚目、岡井省二らと同人誌「晨」（しん）を創刊、代表同人。1994年より毎日俳壇選者。2002年、句集『宇宙塵』で第42回俳人協会賞受賞。2011年、句集『群生海』で第52回毎日芸術賞、第26回詩歌文学館賞受賞。2015年、句集『短夜』で第49回蛇笏賞、第7回小野市詩歌文学賞受賞。
「人間だけでなく、世界の中のすべての物は季節の内にある。季節とはわれわれの外にある風物のことではなく、われわれ自身をも貫いている推移と循環のリズムのことである」（「季節のコスモロジー」『懐徳』60号、1991年）という世界観からの作句を行っている。
2018年1月30日、急性心臓死のため逝去。87歳没。

## 著作

### 句集
- 『紺碧の鐘』（牧羊社） 1976
- 『吉野』（角川書店、現代俳句叢書） 1990
- 『大峯あきら句集』(ふらんす堂、現代俳句文庫） 1994
- 『夏の峠』（花神社、花神俳人選） 1997
- 『宇宙塵』（ふらんす堂） 2001
- 『牡丹』（角川書店） 2005
- 『星雲 大峯あきら自選句集』（ふらんす堂） 2009
- 『群生海 大峯あきら句集』（ふらんす堂） 2010
- 『大峯あきら ベスト100』（ふらんす堂、シリーズ自句自解） 2011
- 『短夜』(KADOKAWA） 2015
- 『大峯あきら全句集』（青磁社）2024

### 宗教書・哲学書
- 『フィヒテ研究』（創文社） 1976
- 『花月の思想 - 東西思想の対話のために』（晃洋書房） 1989
- 『今日の宗教の可能性』（本願寺出版社） 1989
- 『親鸞のコスモロジー』（法蔵館） 1990
- 『親鸞のダイナミズム』（法蔵館） 1993
- 『宗教と詩の源泉』（法蔵館） 1996
- 『宗教への招待』（本願寺出版社） 1997、のち放送大学教育振興会 1999
- 『蓮如のラディカリズム』（法蔵館） 1998
- 『法蔵菩薩と生命世界』（百華苑）
- 『なぜ名が救いか』（百華苑）
- 『さよならはない世界』（百華苑）
- 『生命の要求』（百華苑）
- 『誓願の不思議』（百華苑） 2000
- 『よきひとの仰せ』（百華苑） 2001
- 『悪人成仏』（百華苑） 2001
- 『大慈悲心』（百華苑） 2001
- 『本願海流』（本願寺出版社） 2001
- 『弟子一人ももたず』（百華苑） 2002
- 『哲学の仕事部屋から 花月のコスモロジー』（法蔵館） 2002
- 『無碍の一道』（百華苑） 2003
- 『なごりをしくおもへども』（百華苑） 2003
- 『永遠なるもの - 歴史と自然の根底』（法蔵館） 2003
- 『自然の道理』（百華苑） 2004
- 『宗教の授業』（法蔵館） 2005
- 『誓願か 名号か』（百華苑） 2005
- 『教学は何のためか『歎異抄』第十二条』（百華苑） 2006
- 『宿業と自由』（百華苑） 2006
- 『念仏申さずしてをはるとも』（百華苑） 2007
- 『即身成仏と信心決定』（百華苑） 2009
- 『高僧和讃を読む』（本願寺出版社） 2008 - 2009
- 『仏法は無我にて候』（国東仏教研究会）
- 『正像末和讃を読む』（本願寺出版社） 2010 - 2011

### 編著・共著
- 『妙好人 良寛・一茶』（柏原祐泉共著、講談社、浄土仏教の思想） 1992
- 『地域のロゴス』（中岡成文, 原田平作共著、世界思想社） 1993
- 『神と無』編（ミネルヴァ書房、叢書ドイツ観念論との対話） 1994
- 『西田哲学を学ぶ人のために』（世界思想社） 1996
- 『京都哲学撰書』（上田閑照, 長谷正当, 大橋良介共編、燈影舎） 1999 - 2003
- 『君自身に還れ 知と信を巡る対話』（池田晶子共著、本願寺出版社） 2007